# 양양향교
양양향교(襄陽鄕校)는 대한민국 강원특별자치도 양양군 양양읍에 있는 고려시대의 향교이다. 1985년 1월 17일 강원특별자치도의 문화재자료 제105호로 지정되었다.

## 개요
향교는 공자와 여러 성현께 제사를 지내고 지방민의 교육과 교화를 위해 나라에서 세운 교육기관이다.
고려 충혜왕(재위 1330∼1332, 1339∼1344) 때 처음 지은 것으로 보이며, 조선 인조 4년(1626) 크게 넓히고 숙종 8년(1682)에는 임천리로 옮겨 지었다. 한국전쟁으로 향교가 불타 없어지자 1952년에 대성전과 동무·서무, 동재·서재 등을 다시 짓고 그 다음해 명륜당을 다시 지었다.
대성전은 공자를 비롯하여 중국과 우리나라 성현의 위패를 모시고 있는 곳으로 앞면 3칸·옆면 3칸 규모이다. 동·서무는 앞면 3칸·옆면 2칸 규모로 대성전 좌우에 자리잡고 있다. 그 앞에 학생들의 기숙사인 동재와 서재가 앞면 4칸·옆면 2칸 규모로 배치되어 있다. 맨 앞쪽에는 학생들이 모여 공부하는 강당인 명륜당이 있는데 규모는 앞면 7칸·옆면 2칸이다.
조선시대에는 나라에서 토지와 노비·책 등을 지원받아 학생을 가르쳤으나, 지금은 교육 기능은 없어지고 제사 기능만 남아 있다.

## 참고 자료
- 양양향교 - 국가유산청 국가유산포털